# Koxinga
 (octobre 2015).
Si vous disposez d'ouvrages ou d'articles de référence ou si vous connaissez des sites web de qualité traitant du thème abordé ici, merci de compléter l'article en donnant les références utiles à sa vérifiabilité et en les liant à la section « Notes et références ».
Zhèng Chénggōng, plus connu sous son nom en hokkien Koxinga (en chinois traditionnel : 國姓爺), né le 28 août 1624 à Hirado et mort le 23 juin 1662 à Taïwan, est un pirate et général chinois, fondateur du royaume de Tungning.

## Biographie
Koxinga naît à Hirado au Japon en 1624. Son père, Zheng Zhilong (鄭芝龍), est un pirate, un marin et un marchand originaire d'une famille de pêcheurs du Fujian. Il va souvent à Hirado pour faire du commerce et c'est là qu'il rencontre la mère de Koxinga, la Japonaise Tagawa Matsu (en) (田川松). Koxinga est élevé jusqu'à ses sept ans par sa mère, puis son père l'emmène à Nan'an, près de Quanzhou au Fujian pour son éducation. Il y reçoit l'enseignement des érudits confucéens afin de pouvoir passer l'examen impérial.

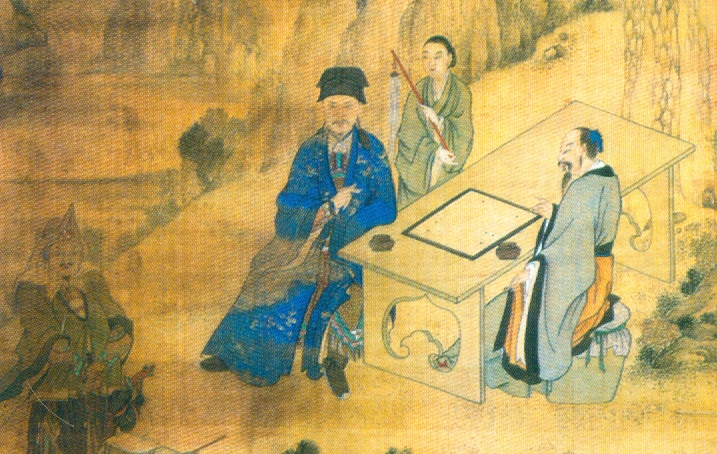
Détail d'un portrait de Koxinga habillé en lettré.

La dynastie Ming tombe en 1644 au profit des Mandchous venus du Nord qui fondent la dynastie Qing. Cependant les princes du Sud restent fidèles aux Ming et continuent la guerre afin de prolonger le pouvoir politique des Ming. Le prince Tang (en) est un de ces princes combattants, très influents dans la région de Fuzhou. Il reçoit l'appui de Zheng Zhilong, qui s'arrange pour que Zheng Chenggong serve à ses côtés. Le prince accorde alors à ce dernier le droit de porter le nom de la famille impériale Ming, Zhu (朱), ce qui vaudra à Zheng Chenggong son surnom populaire de Guó Xìng yé (國姓爺/国姓爷), soit « Grand-père au nom national ». Approximativement transcrit par les Néerlandais, ce surnom devient Koxinga dans les pays occidentaux. La fidélité aux Ming n'est pas la seule raison qu'ont les pirates tels que Koxinga et Zheng Zhilong de combattre les Qing. Ceux-ci ont en effet restreint le commerce par différentes mesures défavorables et la situation des pirates marchands devient beaucoup plus délicate que sous les Ming.
En 1646, le prince Tang meurt, trahi par Zheng Zhilong qui s'est rendu compte que la lutte est sans espoir et que les Qing allaient l'emporter. Koxinga n'est pas de cet avis et continue le combat. Il prend comme base les deux cités de Xiamen et Jinmen, et soutient le prince Gui (le futur empereur Yongli) par des raids dans les régions de Fujian, Guangdong et Zhejiang. Il reçoit de l'empereur Yongli le titre de prince et la préfecture de Yanping. Il pousse ses razzias jusqu'à Nankin mais est repoussé progressivement jusqu'à se sentir acculé.

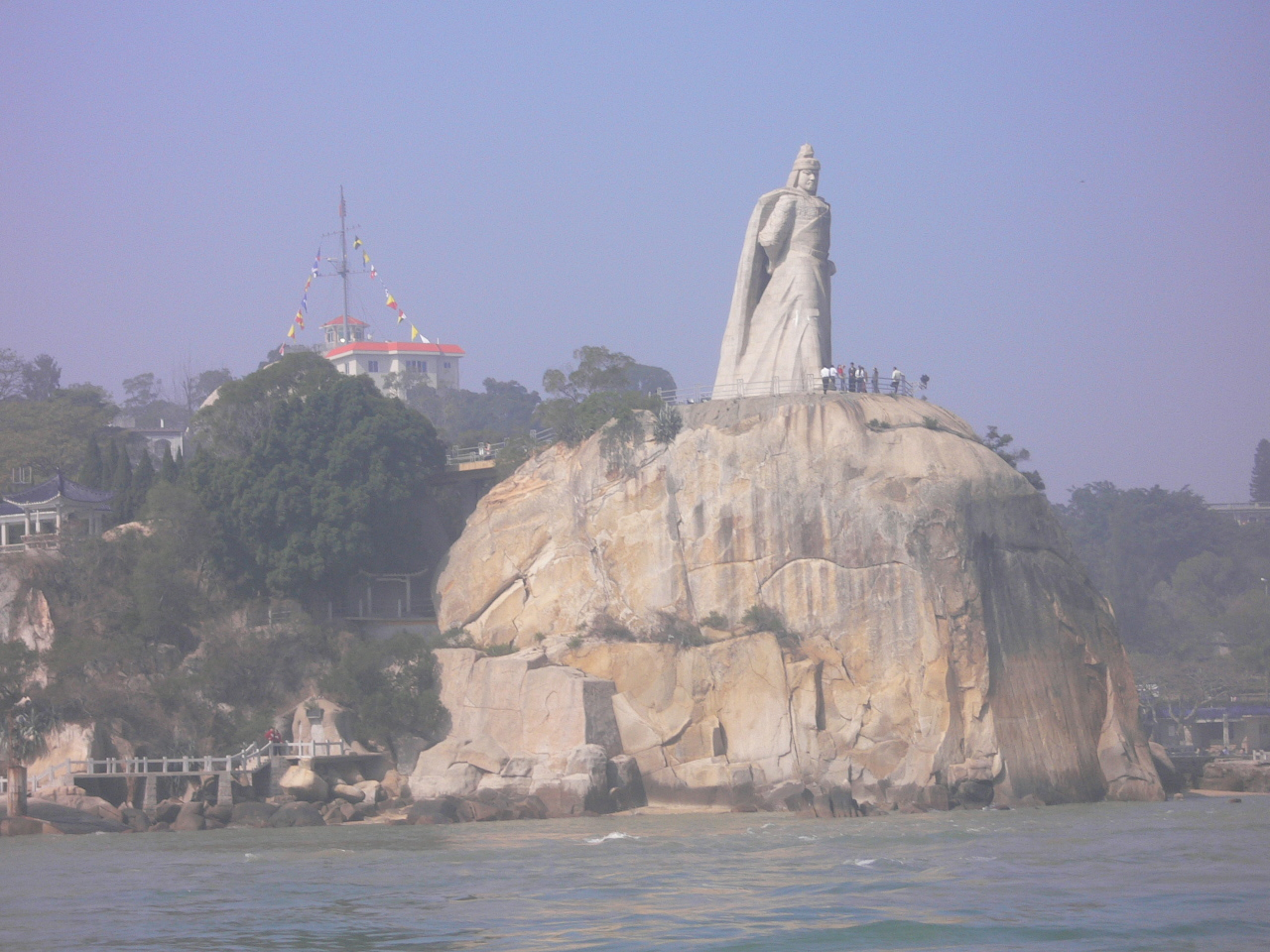
Statue sur l'île Gulangyu, à Xiamen en Chine.

Il se rend compte qu'il lui faut une base plus solide pour assurer ses arrières. Il décide donc de prendre l'île de Taïwan et d'en chasser les Hollandais. Il débarque à Taïwan près de Tainan le 30 avril 1661 avec 25 000 hommes, et entreprend le siège de Fort Zeelandia. Les Hollandais se rendent le 1er février 1662, et Koxinga signe un traité avec le gouverneur hollandais Frederick Coyett. Koxinga meurt quelques mois plus tard, le 23 juin 1662, de la malaria. Son fils Zheng Jing lui succède à la tête du royaume de Tungning qui se forme sur l'île.
Koxinga est considéré à Taïwan comme un héros national et le père de la nation taïwanaise,. 

## Littérature
Chikamatsu Monzaemon (1653-1725) en a tiré la pièce pour marionnettes intitulée Les Batailles de Coxinga, qui a été jouée pour la première fois le 26 novembre 1715.
Cette pièce de style jidaimono connut un succès immédiat, restant à l'affiche pendant 17 mois d'affilée.